# Cantó d'Aigrefeuille-sur-Maine
El cantó d'Aigrefeuille-sur-Maine (bretó Kanton Kelenneg-ar-Mewan) és una divisió administrativa francesa situat al departament de Loira Atlàntic a la regió de Loira Atlàntic, però que històricament ha format part de Bretanya.

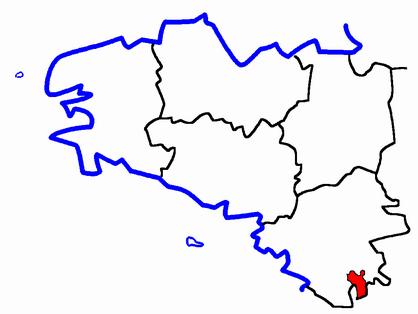
Situació del cantó

## Composició
El cantó aplega 8 comunes :
| Nom francès            | Nom bretó          | Població | km²    | Codi Postal | Codi INSEE |
| Aigrefeuille-sur-Maine | Kellenneg-ar-Mewan | 2.151    | 14,58  | 44140       | 44002      |
| Geneston               | Banaleg-ar-Gevred  | 2.217    | 8,04   | 44140       | 44223      |
| La Planche             | Ar Plank           | 2.075    | 24,42  | 44140       | 44127      |
| Le Bignon              | Bignon             | 2.582    | 27,54  | 44140       | 44014      |
| Maisdon-sur-Sèvre      | Maezon-ar-Gwini    | 2.050    | 17,45  | 44690       | 44088      |
| Montbert               | Monteverzh         | 2.296    | 28,24  | 44140       | 44102      |
| Remouillé              | Ruvelieg           | 1.443    | 21,38  | 44140       | 44142      |
| Vieillevigne           | Henwinieg          | 3.263    | 51,76  | 44116       | 44216      |
| Cantó                  | Kelenneg-ar-Mewan  | 18.077   | 193,41 | -           | 4401       |

## Història
| Data d'elecció                           | Identitat         | Partit | Qualitat |
| ---------------------------------------- | ----------------- | ------ | -------- |
| 1979-1998                                | Paulette Gandemer |        |          |
| 1998-                                    | Bernard Deniaud   | PS     |          |
| les dades anteriors no són pas conegudes |                   |        |          |
|                                          |                   |        |          |